# Гаві (футболіст)
Пабло Мартін Паес Гавіра (ісп. Pablo Martín Páez Gavira, нар. 5 серпня 2004, Лос-Паласіос-і-Вільяфранка), відомий за прізвиськом Гаві (ісп. Gavi) — іспанський футболіст, півзахисник клубу «Барселона» та збірної Іспанії.

## Клубна кар'єра
Народившись в Лос-Паласіос-і-Вільяфранка Пабло Гавіра з раннього віку почав займатися у футбольній школі клубу «Реал Бетіс». Забивши 96 голів за молодіжну команду «Бетіс» юний гравець привернув увагу скаутів найсильніших клубів Іспанії, включно з «Вільярреалом», мадридськими «Атлетіко» та «Реалом». Проте 2015 року у віці 11 років його підписала «Барселона».
У вересні 2020 року він підписав перший професійний контракт з каталонським клубом та був переведений з команди U-16 до U-19. Після вдалих виступів за молодіжну команду Гаві був включений головним тренером «Барселони» Роналдом Куманом до головної команди. 29 серпня 2021 він провів свій перший матч у складі головної команди «Барселони» у Ла-Лізі, замінивши на 73-й хвилині Сержі Роберто у матчі проти «Хетафе».

## Виступи за національну збірну
Вперше до лав національної збірної Іспанії Гаві запросили 30 вересня 2021 року. Гавіра дебютував за збірну 6 жовтня 2021-го у півфінальній грі Ліги націй УЄФА проти збірної Італії, ставши наймолодшим гравцем, що коли-небудь виступав за «Furia Roja», побивши рекорд, який протримався 85 років. Гаві також грав у фіналі Ліги націй 2020-21, проте його команда зазнала поразки з рахунком 1:2 від збірної Франції.

## Досягнення
«Барселона»
- Чемпіон Іспанії (2): 2022-23, 2024-25
- Володар Суперкубка Іспанії (2): 2022, 2024
- Володар Кубка Іспанії (1): 2024-25

Збірні
- Переможець Ліги націй УЄФА: 2022-23